# Naban
Naban (birmanês:  နပန်း, pronunciado [nəbáɴ]) é um estilo de wrestling tradicional de Mianmar, surgido no século III. Alguns grupos étnicos em Mianmar fizeram dele seu esporte popular, como os arakaneses (ou rakhine). Esta prática marcial pertence desde o século X a um grupo de artes marciais chamado thaing.
Relacionado às artes de grappling do Tibete e do Camboja,[carece de fontes?] foi originalmente baseado no wrestling indiano. Tornou-se popular em áreas rurais, onde muitas vezes era realizado em festivais junto com combates de lethwei. O naban é mais comumente praticada pelos povos tribais de Mianmar. Os povos Chin, Kachin e Karen tem uma reputação para seus lutadores qualificados.
O naban tem uma abrangência completa de técnicas de solo e combate corpo-a-corpo através de técnicas de projeção, controle (imobilizações) e submissão (estrangulamentos, chaves, pontos de pressão, esmagamentos, entre outros). Qualquer parte do corpo do oponente é um alvo válido. É a continuação lógica do combate à média distância.

## Galeria

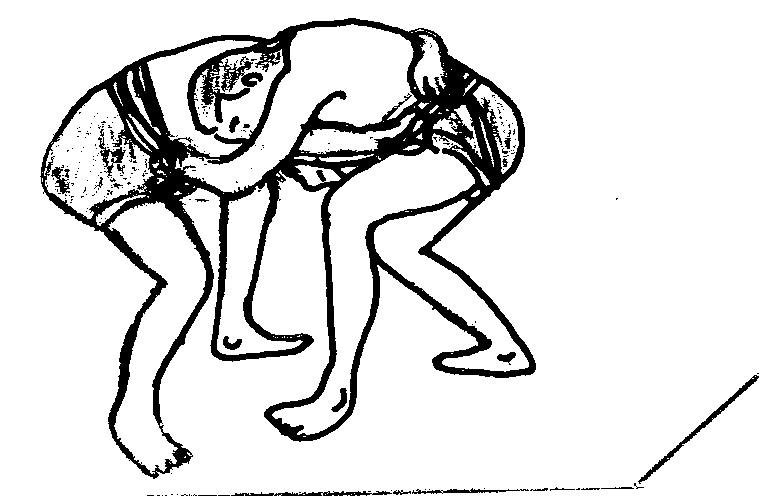
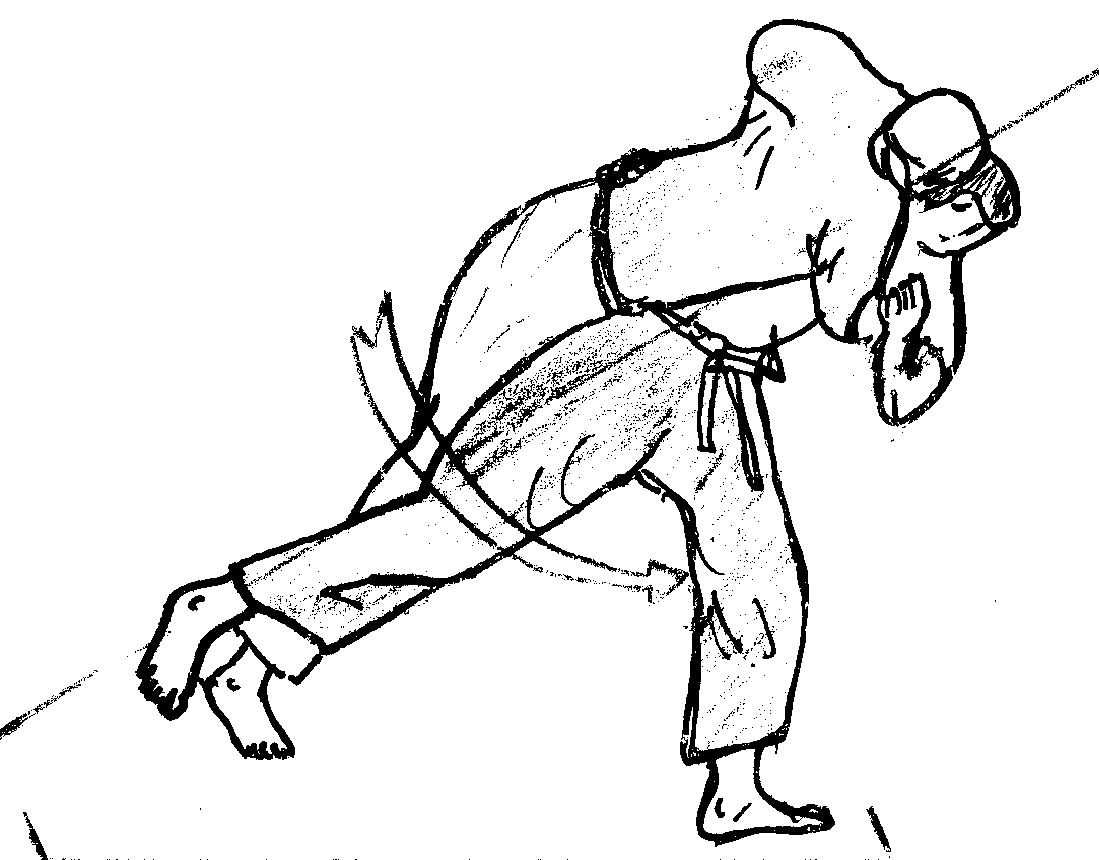

### Técnicas de solo

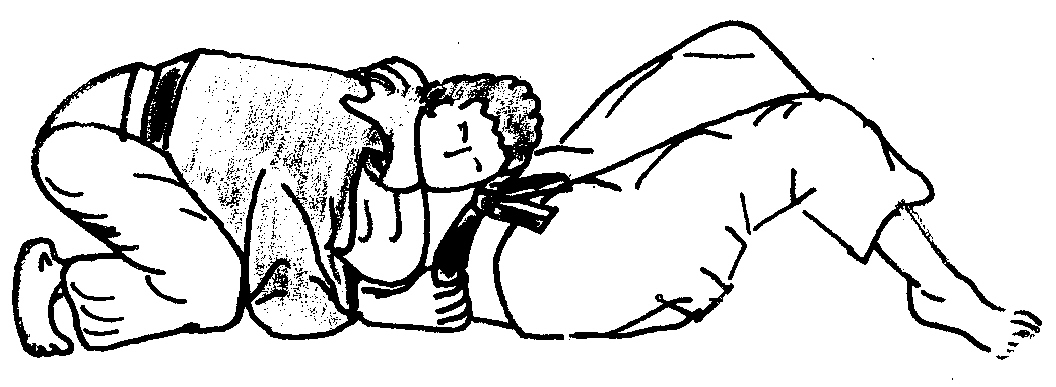
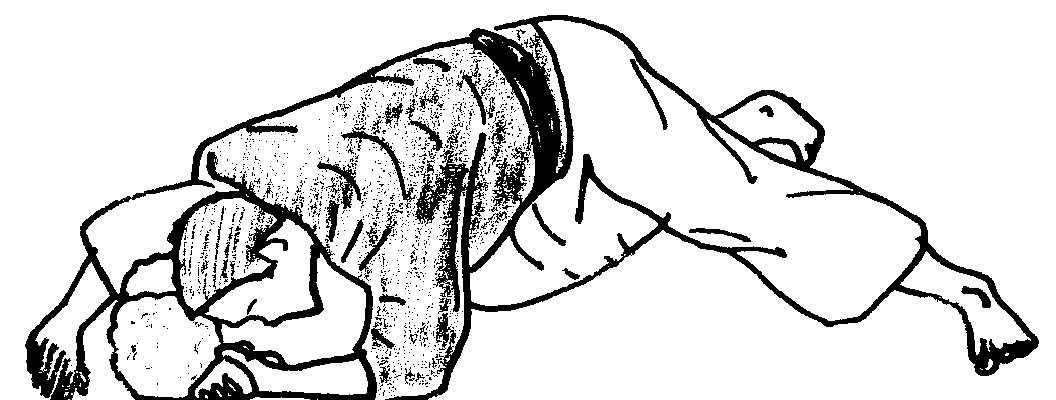
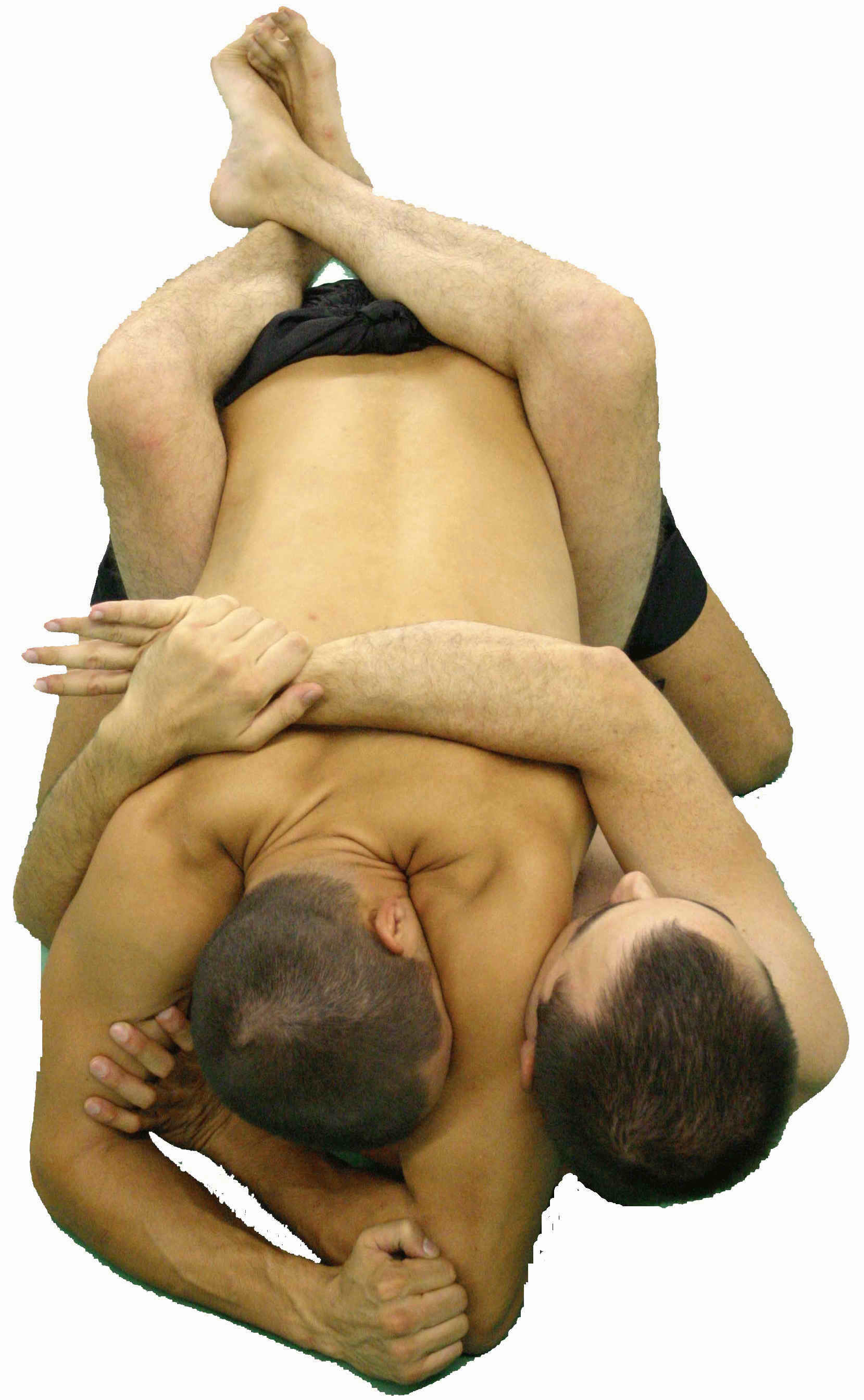